# Европа Плюс
«Европа Плюс» (до 1990 года известна как «Европа Плюс Москва») — первая в истории СССР и России коммерческая частная радиостанция, не принадлежащая государству. Вещание радиостанции организовано в формате CHR. Дата начала вещания — 30 апреля 1990 года. 
Радиосеть завоевала лидирующие позиции среди радиостанций по всей России. Основную аудиторию радиостанции составляют молодые и активные люди в возрасте до 35 лет.
Наиболее значимым событием, организованным радиостанцией, являлся ежегодный музыкальный фестиваль на открытом воздухе — «Europa Plus LIVE». 27 июля 2019 года мероприятие прошло на территории Южного спортивного ядра стадиона «Лужники», собрав зрителей около 8 миллиона человек. В рамках семичасового концерта под открытым небом выступили 20 популярных иностранных и российских музыкальных артистов, а также диджеев.

## История
- Идея создать коммерческую радиостанцию в СССР посетила президента французской радиосети Kiss FM Жоржа Полински ещё в октябре 1988 года во время его отпуска в Греции. Вскоре состоялась его встреча с Андреем Анисенко. В июне 1989 года между Kiss FM и Радио Юность в лице зампреда Валентина Лазуткина был подписан протокол о создании первой негосударственной коммерческой радиостанции «Европа Плюс Москва». Радиостанция вышла в эфир 30 апреля 1990 года в 19:00. Первой песней, прозвучавшей на волнах Европы Плюс, стала Imagine Джона Леннона.
- Контрольный пакет акций (51 %) принадлежал французскому акционерному обществу «Европа плюс Франс» (Europe Plus France), остальные 49 % — Внешнеэкономическому объединению «Совтелеэкспорт» (подведомственное предприятие Гостелерадио СССР), вещание велось в Москве на ультракоротких волнах на частоте 69,8 мГц и на средних волнах на частоте 1116 кГц[7][8].
- С первого дня Европа Плюс транслировала собственную программу и фактически сформировала стандарты коммерческого радиовещания в СССР, а затем и в России.
- 9 ноября 1990 года в Москве по инициативе Европы Плюс создана Российская Ассоциация Независимого Вещания.
- 12 января 1991 года началось вещание Европы Плюс в Ленинграде на 72,68 (ныне — Санкт-Петербург). Третьим городом в сети Европы Плюс стала Самара (71,27), в этом же году возможность слушать программы станции появилась у жителей Нижнего Новгорода (73,01), Тольятти (68,09) и Волгограда (69,59).
- Во время путча ГКЧП в августе 1991 года вещание Европы Плюс не прерывалось, поскольку станция была чисто музыкальной и без политической окраски.
- В 1992 году на одном из первых заседаний конкурсной лицензионной комиссии при Министерстве печати и информации РФ Европа Плюс получила лицензию на FM-частоту 106,2 в Москве[9].
- В 1993 году, после штурма телецентра «Останкино», на Европе Плюс создана информационная редакция, в эфире появились новости. В этом же году Европа Плюс получила свою первую национальную премию «Овация» как лучшая радиостанция года. Также, с 1 марта началось вещание радиостанции в Южно-Сахалинске на частотах 66,86 УКВ и 102,5 FM.
- С 1 марта 1995 года началось вещание Европы Плюс в Туле на частотах 69,02 УКВ и 104,9 FM.
- С 21 ноября 1998 года на Европе Плюс появился собственный хит-парад «ЕвроХит Топ 40». Программа выходила по субботам с 16:00 до 18:00. Начиная с 2015 года, чарт стал выходить по пятницам с 14:00 до 16:00 по московскому времени. Бессменный ведущий Алексей Мануйлов.
- В феврале 2004 года Europe Plus France, входящая в холдинг Lagardere, стала единственным собственником ЗАО «Европа Плюс».
- С 28 февраля 2015 года выходит первый выпуск главного танцевального хит-парада радиостанции «Top Club Chart». Программа выходит по субботам с 20:00 до 22:00. Ведущим чарта является Тимур Бодров.
- С 13 марта 2015 года радиостанция выходит в эфир из самой высокотехнологичной студии в Европе — Visual-STUDIO Europa Plus.
- С 1 февраля 2015 года товарный знак Европа Плюс был признан общеизвестным в Российской Федерации, а 7 декабря 2015 года он был внесен в Перечень общеизвестных в Российской Федерации товарных знаков под номером 159[10].
- С 29 июля 2019 года Европа Плюс становится третьей российской радиостанцией, начавшей свою работу в цифровом формате DRM+ (Санкт-Петербург, частота 95.7 МГц).
- 7 февраля 2020 года Европа Плюс попала в Книгу рекордов Гиннесса за «интернет-трансляцию из самой северной в истории общедоступного радиовещания точки планеты»[11]
- С июня 2020 года на Европе Плюс выходит блок «Летний Вайб», в рамках которого с 20:00 до 22:00 по московскому времени ротируются летние хиты[12]. В 2023 году впервые программу продлили до осени и она вещала в эфире с 3 июля по 1 сентября 2023 года.

### Ведущие
- Ведущие шоу: Валентин Сорока (Вэл), Татьяна Пестрякова (Вики), Антон Комолов, Артур Габидуллин, Саша Михайлюк, Александр Генерозов и Григорий RITN.
- Диджеи: Саша Гордеев, Алексей Мануйлов, Тимур Бодров, Костя Фомин, Андрей Каясов, Макс Филин, Денис Романов, Олег Шишкин и Миша Зайцев.
- Ведущие новостей: Марат Бикметов, Павел Беседин и Артём Самойлов.

### Программы
- «Бригада У»: Вэл и Вики
- «РадиоАктивноеШоу»: Антон Комолов, Артур Габидуллин и Саша
- «Week & Star»: Александр Генерозов
- «Крутой подъём»: Миша Зайцев
- «ЕвроХит Топ 40»: Алексей Мануйлов
- «Top Club Chart»: Тимур Бодров
- «ResiDANCE»: RITN
- «Play Box»: Тимур Бодров

Сезонные: (на время отпуска «Бригады У» и «РАШ»)
- «Летнее У»: Тимур Бодров; Миша Зайцев
- «Летний Вайб»: Саша Гордеев; Костя Фомин

## Вне эфирные проекты
- «Живой Завтрак»: Проведи утро в компании Бригады У: кофе, круассаны и хорошее настроение.
- «Европа Плюс Live»: Главный OPEN-AIR лета.
- «Подкаст #Личка»: Задавайте вопросы, «Бригада У» — ответит.

## Дирекция
- Музыкальный редактор — Максим Кочергин.
- Продюсер утреннего шоу — Сергей Андреев.
- Оператор утреннего эфира — Алексей Сорокин.
- Директор эфира — Александр Энгельгард.
- Консультант ЕМГ по радиоформатам — Тьерри Шаму.

## Города вещания
На сегодняшний день региональная сеть радиостанции насчитывает 370 пунктов установки передатчиков в 8 странах.

## Спутниковое вещание
С 5 сентября 2011 года ведётся спутниковое вещание на спутнике Eutelsat 36B в радиопакете Триколор.
С 3 декабря 2010 года со спутника Eutelsat 36B (36° E) в составе пакета «New Media Legend» начал вещание телеканал Europa Plus TV.

## Европа Плюс Online
В сети Интернет доступны 9 онлайн-каналов:
- «Europa Plus» — прямой эфир.
- «TOP 40» — актуальная музыка из чарта «ЕвроХит Топ 40».
- «PARTY» — топовые танцевальные треки.
- «LIGHT» — расслабляющая музыка.
- «NEW» — новая музыка.
- «URBAN» — музыка в стиле рэп и хип-хопа.
- «АКУСТИКА» — любимые треки в акустической обработке.
- «ResiDANCE» — лучшие гостевые миксы от модных диджеев.
- «Свежее 100 %» — свежая русская музыка.

## Интересный факт
В 1995 году радиостанция переозвучила самый первый российский компьютерный 3D мультфильм «Миша. Первое Плавание» (1993).